# Giacomo Lauro (incisore)

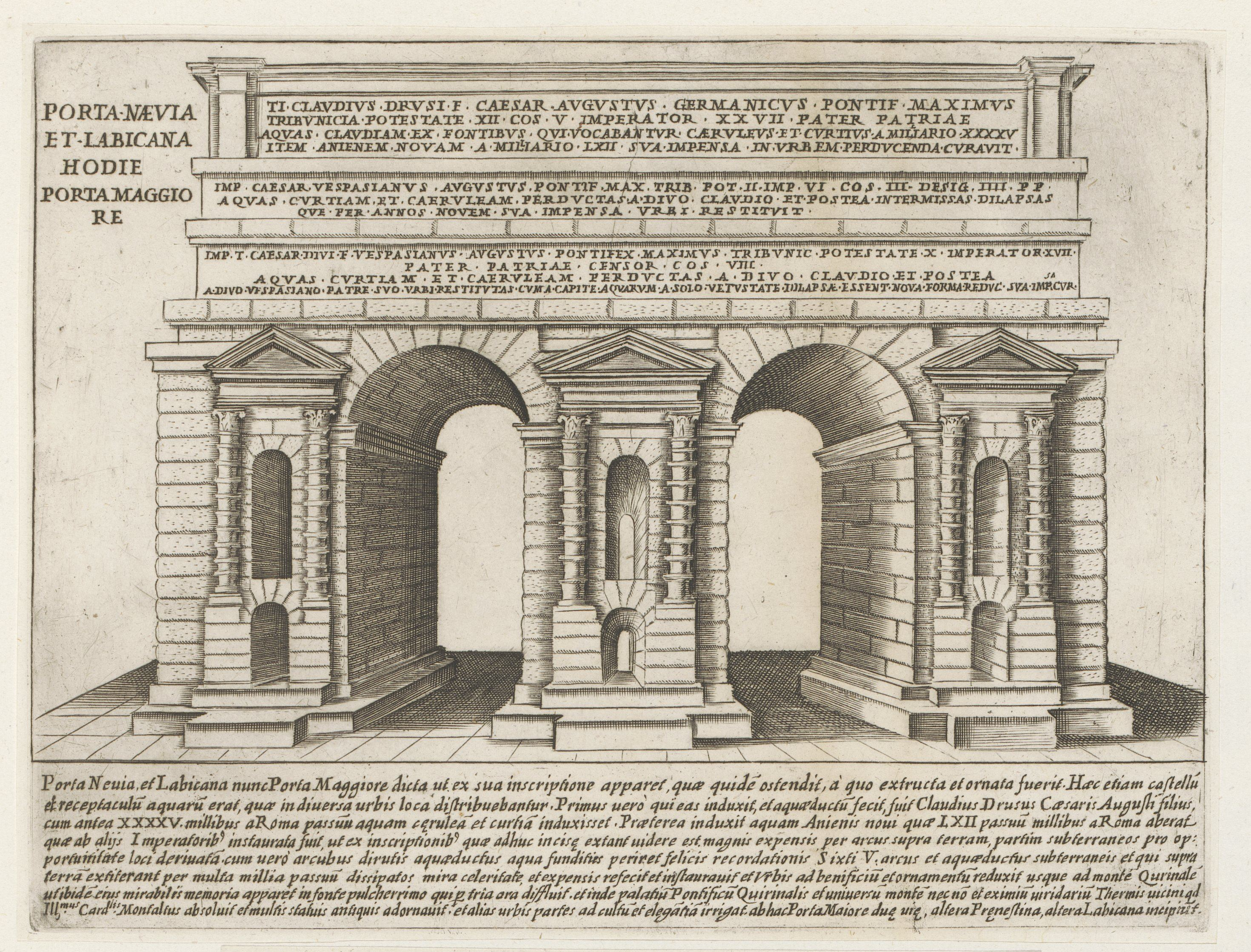
Porta Maggiore in un'incisione su rame del Lauro. Tavola tratta dal volume Antiquae urbis splendor, Roma, Giacomo Mascardi, 1612.

Giacomo Lauro (... – prima del 1650) è stato un incisore e stampatore italiano.

## Vita e attività
Di origine fiamminga (probabilmente della famiglia Laur di Anversa), Giacomo Lauro fu attivo a Roma tra il 1583 e il 1645. Collaboratore di Claude Duchet, editore romano nipote e continuatore della bottega di Antonio Lafreri, stampatore romano di origine francese noto per i suoi atlanti cartografici, cominciò intorno al 1630 a raccogliere, sul modello lafreriano, piante di città d'Italia in forma di piccoli opuscoli in quarto che continuò a stampare e vendere fino al 1650 ca.
Non sappiamo con esattezza dove aveva il suo laboratorio, ma da documenti ufficiali desunti dai Registri dell'Arte, oggi conservati presso l'Archivio Storico di Roma, veniamo a conoscenza che "mastro Giacomo" fu attivo per più di mezzo secolo, vale a dire tra il 1583 e il 1645. La sua produzione grafica consta di due "corpus" nettamente distinti. 
Nel primo egli si dedicò alla riedizione soprattutto delle opere di Cornelis Cort (per esempio i bellissimi fogli del San Gerolamo nel Deserto, la Lapidazione di Santo Stefano, Diana e Callisto, la Calunnia di Apelle e il Naufragio) e di Antonio Tempesta (ad esempio la serie di 25 stampe rappresentanti Battaglie dell'Antico Testamento, la Fuga in Egitto, la Conversione di San Paolo, alcune tavole delle Metamorfosi, come la Creazione della Terra, la Creazione dell'Uomo e il Diluvio Universale, la serie di 4 stampe delle Stagioni, la serie di 15 stampe aventi per soggetto Cavalli in varie posizioni e la serie di 25 stampe rappresentanti Animali diversi); anche se pubblicò alcune opere tratte da Raffaello (come le riproduzioni degli affreschi delle Stanze Vaticane) e da Marcantonio Raimondi (come la Strage degli Innocenti, il Giudizio di Paride e il Quos ego).
Nel secondo si applicò alla pubblicazione di soggetti storico-geografici, come la serie di 166 tavole su Roma antica, uscita nel 1612 con il titolo Antiquae Urbis Splendor, il Panorama della Città di Roccacontrada (Arcevia) da Ercole Ramazzani (1600), la Relazione delle vittorie del re di Polonia sopra i Moscoviti e un gran numero di descrizioni di città in tanti opuscoli con testo (1630/1645), tanto che Thomas Ashby lo definì uno dei maggiori "incisori-antiquari del Seicento".

## Opere

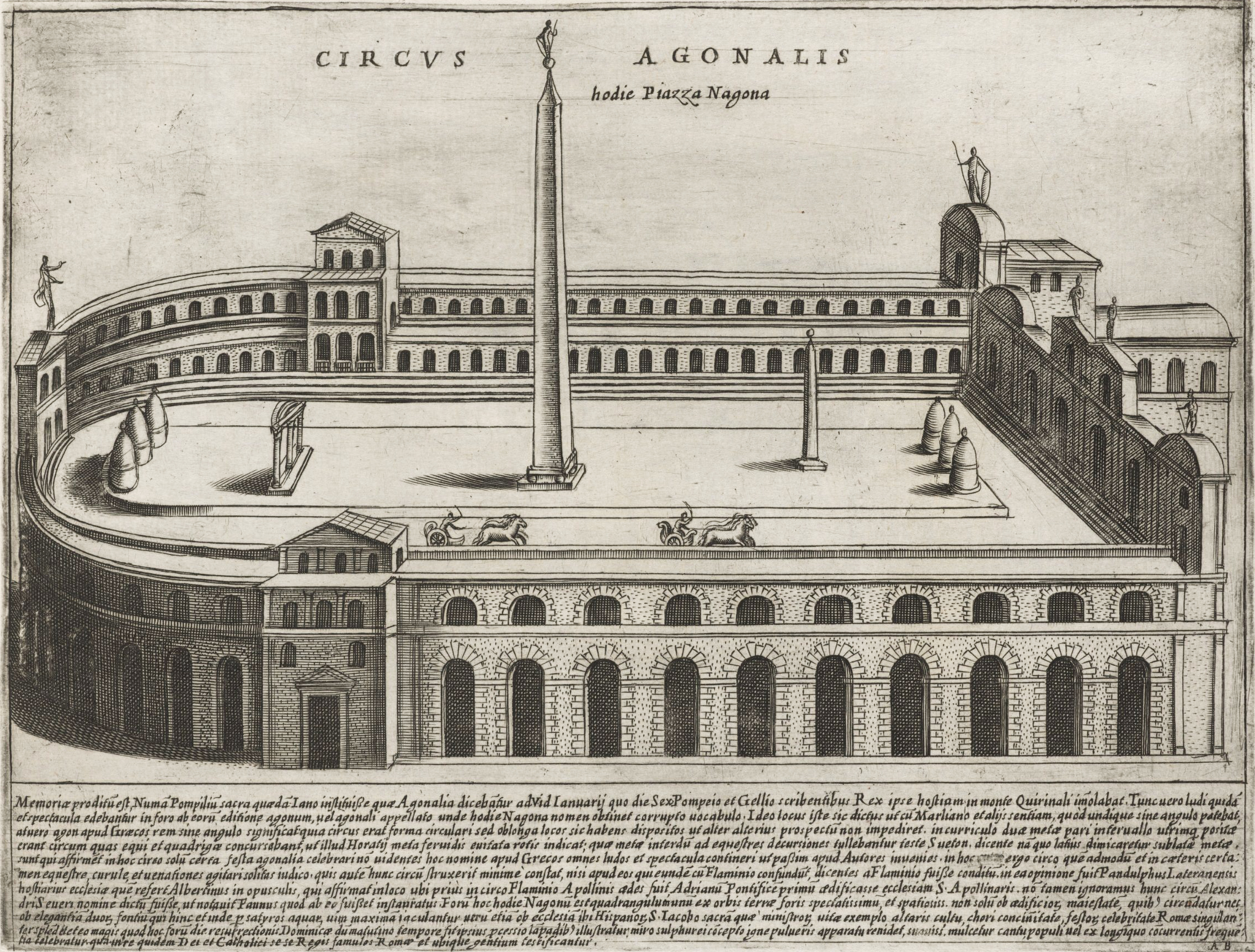
Il Circus Agonàlis, l'attuale piazza Navona.

Di particolare interesse, e attualmente anche quotata su Christie's è la sua opera Antiquae Urbis Splendor, pubblicata in quattro parti a partire dal 1612, dove vengono rappresentate tutte le più grandi imprese ai tempi dell'antica Roma e i più importanti monumenti della capitale, quali il Colosseo, il Mausoleo di Augusto e tanti altri. Successivamente nei volumi editi nel 1614 e nel 1615 Lauro racconta di aver lavorato alla realizzazione dell'opera per 28 anni, per cui il lavoro sarebbe iniziato nel 1586 circa.